# Where the Streets Have No Name (I Can't Take My Eyes off You)
Singles de Pet Shop Boys
Being Boring
(1990) Jealousy
(1991)
Where the Streets Have No Name (I Can't Take My Eyes off You) est une chanson du duo britannique Pet Shop Boys, qui est un mélange de deux chansons : Where the Streets Have No Name (de U2) et Can't Take My Eyes off You (originellement enregistrée par Frankie Valli).
Au Royaume-Uni, cette chanson sort en single double face A avec la chanson How Can You Expect to Be Taken Seriously? (du quatrième album studio des Pet Shop Boys, Behaviour)  le 11 mars 1991. Le single a atteint la 4e place du classement national.